# カルタラ
カルタラ（シンハラ語: කඵතර、タミル語: களுத்துறை、英語: Kalutara）は、スリランカの西部州カルタラ県の都市である。カルタラ県の県都であり、同県で最大の都市でもある。スリランカ最大の都市コロンボから南に約40kmの距離に位置しており、風光明媚な観光都市として知られている。

## 交通
カルタラには北カルタラ駅と南カルタラ駅の2つの鉄道駅が存在する。そのうち南カルタラ駅は、名前とは裏腹にカルタラの中心部に位置しており、南に向かうコーストラインの主要なハブ駅となっている。
カルタラはコロンボから南部の主要都市ゴールやマータラに向かうA2ハイウェイ上に位置することから、多くの都市間バスがこの都市を経由して運行されている。故にカルタラ県のバス交通のハブとしての役割も担っている。

## 出身人物
- アリ・サブリー - 政治家、スリランカ外相